# زیردریایی یو-۵۹ (۱۹۳۸)
زیردریایی یو-۵۹ (۱۹۳۸) (به انگلیسی: German submarine U-59 (1938)) یک زیردریایی بود که طول آن ۴۳٫۹۰ متر (۱۴۴ فوت ۰ اینچ) بود. این زیردریایی در سال ۱۹۳۸ ساخته شد.